# Szilády Zoltán
Szilády Zoltán (Budapest, Magyarország, 1878. május 21. – Großpösna, Németország, 1947. április 15.) magyar zoológus, egyetemi tanár.

## Életrajza
A budapesti tudományegyetemen végezte tanulmányait. 1901-től mint természetrajz szakos tanár Budapesten középiskolában tanított, de még ugyanebben az évben Nagyenyeden, a Bethlen Gábor Kollégiumba nyert kinevezést. 1907-ben Kolozsvárott egyetemi magántanári képesítést szerzett és helyettes tanárként előadásokat tartott. 1922-ben Budapestre költözött a Magyar Nemzeti Múzeum Állattárának múzeumi őreként, majd igazgató őr volt. 1925-ben a Debreceni Egyetemen előadóvá nevezték ki. 1928–29-ben kutatóúton tartózkodott Bulgáriában, azt követően a nápolyi zoológiai állomáson dolgozott. 1934-ben ment nyugdíjba.

## Munkássága
Fő kutatási területe a rovartan, de mellette élénken foglalkoztatta a művelődéstörténet, nyelvészet és az etnográfia. Elsősorban Erdély néprajzát gazdagították dolgozatai. Számos ismeretterjesztő jellegű művet is írt.
Szakmai tevékenysége során főleg a legyek (Diptera) anatómiájának, életmódjának és rendszertanának, valamint a magyar zoológia múltjának kutatásával foglalkozott. Ő fedezte fel a Csiki Ernő által leírt Pholeuson hungaricumot és a – róla elnevezett – Anopthalmus sziládyi rovarfajt. Foglalkozott botanikával, s közölt művelődéstörténeti, nyelvtudományi és néprajzi tanulmányokat is. Tagja volt a lengyel–magyar kapcsolatok ápolását célul tűző Magyar Mickiewicz Társaságnak.

## Tanulmányai és kötetei
- A retyezáti tavak alsóbbrendű rákjai (Budapest, 1901)
- A magyar állattani irodalom ismertetése 1890–1900. I–III. (Budapest, 1903; Daday Jenő munkájának folytatása)
- A magyar népnyelv állatnevei; Uhrmann Ny., Temesvár, 1907 (Természettudományi filléres könyvtár)
- Erdély régi tűzhelyei; Hornyánszky Ny., Bp., 1909
- Bethlen kollégiuma és a természettudományok (Nagyenyed, 1904)
- Veszedelmes háziállatok (Kolozsvár, 1915)
- Vissza az anyaföldhöz! A magyar középosztály megmentése; sínylődő hivatalnoktársainak írta Szilády Zoltán; Szt. István Társulat, Bp., 1921
- A mi Erdélyünk. Történeti és néprajzi vázlatok; szerzői, Budafok, 1922
- Kis természetrajz, 1-2.; Kókai Biz., Bp., 1922–1923
- New or little known horseflies (Tabanidae); Museum Nationale, BP., 1923 (Biologica Hungarica)
- Vissza az anyaföldhöz!; 2. bőv. kiad.; szerzői, Bp., 1924
- Szilády Zoltán–Dus Ferenc: Növénytan és állattan a polgári iskolák 1. osztálya számára; Egyetemi Ny., Bp., 1925
- Csörgey Titusz–Szilády Zoltán: Természetismeret. I., Környékünk állatvilága. Tájékoztató zsebkönyv cserkészek és természetkedvelők számára; Studium, Bp., 1925 (A Magyar Cserkész könyvei)
- New and old world horseflies; Museum Nationale Hungaricum, Bp., 1926 (Biologica Hungarica)
- A növények országa (Budapest, 1927)
- Az állatok birodalma (Budapest, 1927)
- Die Geschichte der Zoologie in Ungarn (Debrecen 1927)
- A magyar állatvilág múltja és jelene (Budapest, 1930)
- Bulgária (Budapest, 1931)
- Über paläarktischen Syrphiden. I-IV. (Annales történeti-naturales Musei nationalis hungarici, 29, 1935, 213-216, 31, 1937-1938, 137-143, 32, 1939, 136-140, 33, 1940, 54-70)
- Jegyzetek a legyek lábszerkezetéről (Állattani Közlemények 34, 1937, 87-92.)
- Hazánk emlősállatai (Kolozsvár, 1936. Hasznos Könyvtár)
- Erdély magyar népe; Hungária Ny., Bp., 1936 (Az Erdélyi Férfiak Egyesülete Jancsó Benedek Társaságának kiadványai)
- Zoológia. Bevezetés a tudományos állattanba, 1-2.; szerzői, Bp., 1938–1940
  - I/1. Rendszerező állattan, 1. Gerinctelenek; 1938
  - I/2. Rendszerező állattan. 2., Gerincesek; 1939
  - 2. Általános állattan; 1940
- A magyar birodalom legyeinek szinopszisa. VI. Talpaslegyek, Clythidae (Platypezidae); VIII. Lauxaniidae (Matematikai es Természettudományi Értesítő, 60, 1941, 627-633, 913-924)
- A mi Erdélyünk. Történeti és néprajzi vázlatok; szerzői, Pomáz, 1939
- A kanyargó Tisza mentén. Szendrey László: "A Tisza regénye" c. munkájából; Magyar Népművelők Társasága, Bp., 1942
- Rumunok és csángók; szerzői, Bp., 1944 (Őstörténeti tanulmányok)
- Modin László (szerk.): Bibliographia Universitatis Debreceniensis Pars I. Facultas Scientiarum Naturalium 1914–1955. (Tankönyvkiadó, Budapest, 1956, 72-184.)